# Phylloicus trichothylax
Phylloicus trichothylax is een schietmot uit de familie Calamoceratidae. De soort komt voor in het Neotropisch gebied.